# Фільов Дмитро Сидорович
Фільов Дмитро Сидорович (25 жовтня 1903 — 22 лютого 1994) — учений-агроном.

## Життєпис
Народився в с. Лозуватка П'ятихатського району Дніпропетровської області.
В 1922 р. закінчив Ерастівський сільськогосподарський технікум, в 1925 р. — Криворізький сільськогосподарський інститут. Тривалий час працював агрономом, з 1934 р. почав працювати в Інституті зернового господарства (пізніше Всесоюзний науково-дослідний інститут кукурудзи). Під керівництвом Д. С. Фільова і за його участю розроблено ефективні прийоми основного і весняного допосівного обробітку ґрунту, систему механізованого догляду за посівами з застосуванням механічних і хімічних прийомів боротьби з бур'янами.
Д. С. Фільов є засновником сортової агротехніки кукурудзи.
Вчений опублікував понад 200 статей в наукових збірниках і періодичних виданнях. Підготував більше 40 докторів і кандидатів сільськогосподарських наук. Діяльність вченого відзначено Державною премією. Він нагороджений трьома орденами Трудового Червоного Прапора.
Помер 22 лютого 1994.